# لقواسم (لعڭاڭشة)
لقواسم هي إحدى مشيخات المملكة المغربية، تتبع جغرافيا لإقليم سيدي بنور وإداريًا للعڭاڭشة. يقدر عدد سكانها بـ 2441 نسمة حسب الإحصاء الرسمي للسكان والسكنى لسنة 2004.